# Fritz Lindner
Fritz Lindner (* 9. Oktober 1901 in Crailsheim; † 30. Juli 1977 in Chur) war ein deutscher Chemiker.

## Leben
Fritz Lindner stammte aus Crailsheim. Sein Vater Ludwig betrieb eine Fabrik für „Dampf-Seifen und -Soda“. Nach dem Schulbesuch in Crailsheim und Schwäbisch Hall begann er ein Studium der Chemie an der damaligen Technischen Hochschule Stuttgart. Er folgte damit dem Wunsch seines Vaters, obwohl er eigentlich Medizin studieren wollte. In Stuttgart schloss er sich 1920 der Burschenschaft Alemannia Stuttgart an. 1923 wechselte er nach München, um bei Hans Fischer zu studieren. 1926 wurde er bei Fischer mit einer Arbeit zu Deuteroporphyrinen mit Auszeichnung promoviert.
Nach dem Studium begann er eine Tätigkeit beim Pharmazeutisch-Wissenschaftlichen Laboratorium der Farbwerke Hoechst. Er konzentrierte sich hier auf die Isolierung von Hormonen. Lindner entwickelte ein Trennverfahren für die Hypophysenhormone Oxytocin und Vasopressin, die daraufhin als Medikamente verwendet werden konnten. Im Anschluss widmete er sich der Gewinnung von Insulin aus Pankreasdrüsen und konnte durch Verbesserungen des Verfahrens die Ausbeute und Reinheit erheblich steigern.
1950 übernahm er die Leitung des biochemischen und mikrobiologischen Labors. 1960 wurde Lindner Leiter der Pharmaforschung und 1962 Leiter der gesamten Sparte Pharma bei Hoechst. Von 1963 bis 1966 gehörte Lindner dem Firmenvorstand an.

## Ehrungen
- 1960 Adolf-von-Baeyer-Denkmünze
- 1963 Dr. med. ehrenhalber der Universität Münster
- 1964 Dr. med. ehrenhalber der Universität Frankfurt
- 1964 Prof. ehrenhalber der Universität Mainz
- 1965 Ehrenbürger der Universität Wien
- 1967 Großes Verdienstkreuz des Verdienstordens der Bundesrepublik Deutschland